# کالووسور
کالووسور (نام علمی: Callovosaurus) (به معنی سوسمار کالوین)، یک دایناسور پرنده‌پای گیاه‌خوار مربوط به دورهٔ ژوراسیک میانی می‌باشد. این جانور ۱۶۶ میلیون سال پیش می‌زیسته که حدود ۵.۳ متر طول ۲۵۰ کیلوگرم وزن داشت‌است. سنگوارهٔ کالووسور در انگلستان کشف شده‌است و در سال ۱۹۸۰ به وسیله پیتر گالتون نام‌گذاری شد. گونه خاص این جنس کالووسور لیدسی نام دارد.